# American Airlines Group
American Airlines Group, Inc. (NASDAQ: AAL) è una holding statunitense di compagnie aeree quotata in borsa con sede a Fort Worth, in Texas. Venne fondata il 9 dicembre 2013 dalla fusione di AMR Corporation, la società madre di American Airlines e di US Airways Group, la società madre di US Airways. Le compagnie aeree insieme formano la più grande compagnia aerea del mondo, con più di 6.700 voli giornalieri verso 336 destinazioni in 56 paesi del mondo, circa 40 miliardi di dollari di ricavi operativi, oltre 120.000 dipendenti e ordini per 607 nuovi aerei, tra cui 517 aerei narrowbody e 90 aerei widebody. L'integrazione completa di American Airlines e US Airways sotto un unico Certificato di Operatore Aereo e quindi la creazione di un'unica grande compagnia aerea è avvenuta nel 2015.

## Storia
Nel gennaio 2012, US Airways Group, la società madre di US Airways, espresse interesse ad acquistare AMR Corporation, società madre di American Airlines. Nel mese di marzo, il CEO di AMR Corporation Tom Horton disse che le società erano disposte ad una fusione. US Airways confermò che alcuni creditori di American Airlines dissero che la fusione delle due compagnie potrebbe produrre più di 1,5 miliardi di dollari all'anno in ricavo. Il 20 aprile, American Airlines e tre sindacati hanno detto che avrebbero sostenuto un progetto di fusione tra le due compagnie aeree.
American Airlines, inserita nel Chapter 11 della legge fallimentare degli Stati Uniti, doveva fondersi con un'altra società, preferibilmente del settore. La fusione si fece possibile quando si scorpì US Airways creditrice di American; il 31 agosto, il CEO di US Airways Doug Parker annunciò che le società avevano siglato un accordo di riservatezza, in cui avrebbero discusso la possibilità di una fusione.
Nel febbraio 2013, American Airlines e US Airways hanno annunciato il programma di fusione che creerà la più grande compagnia aerea del mondo. Nel programma, poi rispettato, che avrebbe dovuto chiudersi nel terzo trimestre del 2013 invece che nel quarto, gli azionisti di AMR avranno il 72% della nuova società e gli azionisti US Airways avranno avuto il restante 28%. La nuova compagnia aerea porterà nome e marchio di American Airlines, la holding si chiamerà American Airlines Group, Inc. Il team di gestione di US Airways, compreso l'amministratore delegato Doug Parker, manterrà la maggior parte delle posizioni nella gestione operativa. La sede della nuova compagnia aerea sarà situata a Fort Worth, in Texas, nella già sede di American Airlines. US Airways uscirà da Star Alliance dopo il completamento della fusione mentre American continuerà a rimanere in Oneworld.
Il giudice Sean Lane, approvò la fusione il 27 marzo 2013, ma rifiutò di approvare la proposta di consegnare 20 milioni di dollari di "buona-uscita" a Thomas W. Horton, allora direttore esecutivo di American Airlines. Il 12 luglio, gli azionisti di US Airways approvarono la fusione.
Il 13 agosto 2013 l'antitrust, composto dal Dipartimento di Giustizia degli Stati Uniti d'America insieme ai procuratori generali del Distretto di Columbia, dell'Arizona, della Florida, della Pennsylvania, del Tennessee, del Texas, e della Virginia cercò di bloccare la fusione, sostenendo che avrebbe significato meno concorrenza e prezzi più elevati. American Airlines e US Airways comunicarono che avrebbero combattuto contro la causa al fine di ottenere il nulla osta alla fusione. Agli inizi di ottobre 2013, il procuratore distrettuale del Texas uscì dall'antitrust.
Il Dipartimento di Giustizia annunciò che una soluzione riguardo alla fusione fu raggiunta il 12 novembre 2013. La compagnia aerea nata dalla fusione dovrà rinunciare a slot di atterraggio e decollo o gates d'imbarco in 7 principali aeroporti degli Stati Uniti. Secondo l'accordo, la nuova American sarà tenuta a vendere 104 slot all'Aeroporto Nazionale di Washington-Ronald Reagan, 34 slot all'Aeroporto Fiorello LaGuardia di New York, 2 gates all'Aeroporto Internazionale O'Hare di Chicago, all'Aeroporto Internazionale di Los Angeles, all'Aeroporto Internazionale Logan di Boston, all'Aeroporto di Dallas Love Field e all'Aeroporto Internazionale di Miami. Alcuni degli slot dovranno essere venduti ai vettori low-cost come JetBlue o Southwest Airlines.
Anche un gruppo di 40 passeggeri e agenti viaggio tentò di fermare invanamente la fusione: la causa venne respinta anche dalla Corte Suprema.
Dopo l'approvazione definitiva alla fusione, AMR Corporation e US Airways confermarono che la nuova holding si sarebbe chiamata American Airlines Group e che sarebbe stata quotata al NASDAQ con il simbolo AAL.

## Hub
American Airlines (AA) e US Airways (US) operano in hub differenti, per tanto la nuova compagnia manterrà tutti gli hub per almeno i cinque anni successivi alla fusione.
Nella tabella successiva si vedono le quote di mercato delle due compagnie negli hub della nuova compagnia e le quote di mercato che la nuova compagnia avrà nei suoi hub:
| Aeroporto                              | Destinazioni | Voli giornalieri | Già hub    | Quote AA | Quote US | Quote AA+US |
| -------------------------------------- | ------------ | ---------------- | ---------- | -------- | -------- | ----------- |
| Dallas/Fort Worth                      | 172          | 877              | American   | 67%      | 7%       | 74%         |
| Charlotte                              | 131          | 665              | US Airways | 7%       | 63%      | 70%         |
| Chicago-O'Hare                         | 113          | 522              | American   | 36%      | 7%       | 43%         |
| Aeroporto Internazionale di Filadelfia | 107          | 469              | US Airways | 5%       | 49%      | 54%         |
| Phoenix                                | 74           | 316              | US Airways | 5%       | 27%      | 32%         |
| Miami                                  | 109          | 310              | American   | 66%      | 6%       | 72%         |
| Washington-Reagan                      | 75           | 292              | US Airways | 15%      | 34%      | 49%         |
| Los Angeles                            | 44           | 180              | American   | 18%      | 5%       | 23%         |
| New York-John F. Kennedy               | 50           | 97               | American   | 15%      | 3%       | 18%         |